# Bolesław Kołtoński
Bolesław Tomasz Kołtoński (ur. 20 lutego 1845, zm. 31 marca 1937) – polski urzędnik, powstaniec styczniowy.

## Życiorys
Był synem Tomasza i Julii z domu Nowickiej. Brał udział w powstaniu styczniowym 1863. Przystąpił do walk z grupą uczniów nauczyciela gimnazjalnego w Pińczowie, Adolfa Pieńkowskiego. Walczył w szeregach oddziału gen. Mariana Langiewicza. Po upadku powstania przez rok przebywał w Czechach i w Wiedniu.
W późniejszym czasie zamieszkał w Kielcach. Był zatrudniony jako urzędnik.
Po odzyskaniu przez Polskę niepodległości (1918) w okresie II Rzeczypospolitej został awansowany do stopnia podporucznika weterana Wojska Polskiego. Jako weteran powstania w ewidencji Wojska Polskiego był przypisany do Kielc w 1928, 1932.
Zmarł w 1937 i 2 kwietnia 1937 został pochowany na cmentarzu Starym w Kielcach. Był ostatnim żyjącym weteranem powstania styczniowego z Kielc.
Jego żona została Maria z rodziny Otasków. Miał synów Stanisława (1875-1944, chemik), Bolesława Janusza Kołtońskiego (1875-1927, rejent, sędzia), Janusza (1881-, weterynarz).

## Odznaczenia i ordery
- Krzyż Niepodległości z Mieczami (1930)